# فرانك غليك
فرانك غليك (بالإنجليزية: Frank Glick)‏ هو لاعب كرة قدم أمريكية أمريكي، ولد في 22 أغسطس 1893 في بيتسبرغ في الولايات المتحدة، وتوفي في 13 أغسطس 1979 في Redding, Connecticut ‏ في الولايات المتحدة.